# Abstract (hudební skupina)
Abstract je slovenská instrumentální metalová, některé zdroje uvádějí i atmospheric dark metal anebo atmospheric/experimental progressive metalová hudební skupina, kterou založili její dva členové Peter "Lego" Lengsfeld a Pavol Gáblik v roce 1995 v Banské Bystrici. V průběhu let skupina Abstract odehrála spoustu koncertů nejen na Slovensku, ale i v sousedních zemích a vystupovala také s populárními metalovými skupinami jako jsou Ancient, Apocalyptica, Amorphis, Darkside, Sweet Noise, Másfél, Agathodaimon. Dále účinkovala i na různých hudebních festivalech (např. Brutal Assault) společně se skupinami Kataklysm, Malevolent Creation a jiné.
V roce 2015 oslavila skupina Abstract své dvacetileté působení na hudební scéně dvojdenním koncertem, který se uskutečnil 20. a 21. 11. 2015 v Banské Bystrici. Skupina Abstract dosud nahrála 4 dema a 3 studiová alba. V současnosti se skupina Abstract věnuje prezentaci svého zatím posledního alba s názvem Lightheory,přípravě nového materiálu a plánování budoucích koncertů. .

## Historie
Skupina Abstract vznikla v roce 1995 jako nápad Petra "Lega" Lengsfelda a Pala Gáblika založit metalovou instrumentální skupinu. V té době se jednalo o zcela něco nového a neznámého ve slovenském hudebním undergroundu. V roce 1996 skupina Abstract nahrála svoje první demo s názvem Instrumental Emotions, které patřilo vůbec k jedním z prvních instrumentálních hudebních nahrávek ve slovenském undegroundu. Demo bylo nahráno třemi původními členy skupiny Abstract, Petrem "Legem" Lengsfeldem (doprovodní kytara), Palem Gáblikem (sólová kytara), Ľudom Balogem (bicí).
V roce 1998 skupina nahrála své druhé čistě instrumentální demo s názvem Aestuum II.(MCMXCVIII) již v nové pětičlenné sestavě: Peter "Lego" Lengseld (doprovodní kytara), Palo Gáblik (sólová kytara), Tomáš "Julo" Balon (basová kytara), Miloš "Milosh" Fábry (klávesy) a Ľudo Balog (bicí). Demo album Aestuum II.(MCMXCVIII) získalo pozitivní hodnocení u hudebních recenzentů a zaznamenalo také pozitivní ohlas u fandů skupiny Abstract. Po jeho vydání získala skupina stabilní místo na metalové scéně na Slovensku, v České republice a postupně i v zahraničí. V tomto roce také dochází ke změně na postu bubeníka skupiny a odcházejícího Ľuda Baloga střídá Peter Gáblik. Skupina Abstract se také prezentuje v médiích a na koncertech v regionu střední a západní Evropy a společně se skupinami Locomotive (Česko) a Sweet Noise (Polsko) absolvuje své první turné po Slovensku a České republice. V letech 1999–2000 skupina účinkuje na rozličných letních festivalech jako je například: Gemer Rock Fest, kde skupiny Abstract hrála před skupinami jako Amorphis (Finsko), anebo death-doomovými Darkside (Rakousko).
V roce 2000 skupina Abstract nahrála svoje třetí a poslední demo album s názvem Fragmenthea ve studiu Studio Exponent (Hlohovec) v pětičlenné sestavě skupiny: Peter "Lego" Lengsfeld (doprovodní kytara), Pavol Gáblik (sólová kytara), Tomáš "Julo" Balon (basová kytara), Miloš "Milosh" Fábry (klávesy) a Peter Gáblik (bicí), který nahradil na postě bubeníka Ľuda Baloga. Album obsahovalo 10 skladeb pojatých opět v duchu čisto atmosférického instrumentálního metalu, které již byly oproti předcházejícím dvěma demo albům nahrané na CD nosiči. Původně se album mělo stát prvním oficiálním albem skupiny, ale i navzdory uzavřené smlouvě bylo nakonec CD vydáno jen v malém počtu přibližně 200 kusů, a to v limitované edici jako promo pro média a fanoušky. Navzdory tomu však byli ohlasy veřejnosti a médií pozitivní a Abstract si tak posilnil svoji pozici v slovenském i českém undergroundu. V tomhle období skupina Abstract odehrála množství koncertů, mezi které zapadá i zatím nejvýznamnější koncert její kariéry, který se uskutečnil 11. července 2001 na banskobystrickém amfiteátru - kde skupina Abstract hrála spolu s maďarskou alternativně progresivně instrumentální skupinou Másfél a před finskou skupinou Apocalyptica.
V následujícím období se skupina věnovala propagaci své hudby a koncertům - například s black-metalovou skupinou Agathodaimon (Německo), anebo progresivně death black laděnými Neglected Fields (Lotyšsko). V roce 2002 na podnět malého vydavatelství FeedBack prod. skupina vydává svoje první oficiální mini CD Symmetry a odehraje množství dalších koncertů hlavně na území Slovenské a České republiky a zúčastní se v roce 2003 festivalu "Brutal Assault" v České republice spolu se skupinami: Kataklysm, Malevolent Creation, Novembre, Hollenthon. Na podzim roku 2004 skupina Abstract podepsala smlouvu s vydavatelstvím Dawnart Records na vydání nového alba Fragmenthea, ke kterému skupina připravila i svůj první videoklip ke skladbě Men of Knowledge. Před vydáním alba se skupina zúčastnila turné Dawn of Spring spolu se skupinami Adultery a Return to Innocence. Turné zahrnovalo 12 koncertů v České republice, na Slovensku a v Polsku. Na jaře roku 2005 se skupina Abstract ve spolupráci s českými Adultery a polskými Deformed zúčastnila opět druhé části turné Dawn Spring II, které zahrnovalo 14 koncertů v České republice a na Slovensku. V průběhu tohoto turné hrála skupina Abstract 3krát před norsko-italskou skupinou Ancient a v létě 2005 se skupina opět objevila na festivalu Brutal Assault.
Na přelomu let 2006–2007 skupina strávila čas skládáním nového materiálu. V září 2006 přišla skupina Abstract do popradského studia MF Studio, aby zde nahrála album The Pantomime In Neosolium. Na začátku roku 2007 byla dokončena nahrávka a skupina začala hledat nového vydavatele. V březnu 2007 se Abstract zúčastnil turné Dawn of Spring Tour IV, spolu se skupinami Apocryphal (Bělorusko) a Adultery. Turné zahrnovalo koncerty v zemích střední a východní Evropy: Bělorusko, Ukrajina, Slovensko a Česká republika. Po turné odchází ze skupiny Miloš "Milosh" Fábry a střídá ho Matej „Freedom“ Sloboda, se kterým na počátku dubna skupina Abstract odehrála 3 koncerty v České republice spolu se skupinou Dementor.
V září 2007 skupina vyráží opět na turné, tentokrát spolu se skupinami Dementor a Apocryphal a to na 8 koncertů po Rusku. V rámci tohohle turné Abstract navštívil města Rjazaň, Kursk, Penza, Stavropol, Soči, Rostov na Donu a Krasnodar. Po návratu z turné skupina podepisuje smlouvu s vydavatelstvím Elysion music a konečně vydává svůj druhý studiový album The Pantomime In Neosolium. Koncem roku 2007 pak skupina Abstract natočí i svůj druhý videoklip k písni Niarain, který režíroval Rastislav Škrinár.
Na jaře roku 2009 se skupina zúčastnila slovenského turné Inquisition on the road tour se skupinami Pyopoesy, Hecate, Pathology Stench a Brainscan. Tohle turné zahrnulo města Banská Bystrica, Košice, Strážske, Poprad, Bratislava a Nitra.
V roce 2009 po 10 letech opouští skupinu Abstract její dlouholetý člen bubeník Peter Gáblik a novým členem skupiny se stává bubeník Martin "SLOSO" Slosiarik, který předtím hrával ve zvolenské death metalové skupině s názvem Disaster.
V roce 2011 se skupina Abstract rozhodla ukončit spolupráci s Martinem "Sloso" Slosiarikem a na jeho místo nastupuje bubeník Alexander "Werner" Petrov, (působící mimochodem i ve skupinách Pyopoesy a A.B.B.A). Tato výměna na bubenickém postě byla jedním z mnoha kroků, které musela skupina Abstract udělat, aby byla schopna kvalitního a bezproblémového fungování.
Na podzim roku 2012 se ale musela skupina Abstract rozloučit kvůli přetrvávajícím zdravotním potížím i s bubeníkem Alexandrem " Werner" Petrovem a na jeho místo nastoupil už v pořadí pátý bubeník ve skupině Juraj Drugda, který se tvořivě podílel i na dalším albu skupiny s názvem Lighteory. V roce 2014 skupina Abstract konečně dokončila práci na svém nejnovějším albu Lightheory, které pak bylo vydáno jako příloha k časopisu Pařát (číslo 59/ročník 15) 6. srpna 2014. Svůj zatím poslední album pak skupina představila široké veřejnosti v rámci mezinárodního turné Lightheory tour 2014. V průběhu turné odehrála skupina Abstract společně se skupinami: Angerseed, Nigromantia, Return to Innocence, Reconcern, Insolitvs, Peacock ball, Rászochy a Dementor koncerty v krajinách střední Evropy: České republice, Chorvatsku, Slovensku a Maďarsku. V roce 2015 dochází opět k změně v složení skupiny Abstract. Počátkem března ji z osobních důvodů po bezmála 20 letech působení opustil jeden z její zakládajících členů, lead kytarista Pavol Gáblik. Na uvolněné místo kytaristu přichází do skupiny Matej Húšťava (působící předtím ve skupině Proscribed), který se skupinou Abstract odehrál již její nejbližší koncert, který se uskutečnil 2. dubna 2015 v Bratislavě, kde na koncertu společně se skupinou Abstract vystoupily i skupiny Negură Bunget, Northern Plague a Grimegod. V průběhu léta 2015 skupina Abstract vystoupila na hudebních festivalech Urpín fest 2015 v Banské Bystrici, Shipyard Fest 2015 v Benátkách nad Jizerou a na hudebním festivalu Metal Crowd festival v běloruském městě Rechitsa. Jedenáctého srpna 2015 skupina oficiálně představila veřejnosti svůj v poradí třetí videoklip ke skladbě "Silhouettes" z alba Lightheory, který připravovala od začátku roku 2015. Videoklip režíroval Maťo "Kovis" Kováč a obsahově se týkal vážného tématu vojnových konfliktů v současnosti. Na podzim roku 2015 ještě skupina Abstract absolvovala společně s lotyšskou skupinou Neglected Fields své koncertní mini turné po Slovenské republice a 1. října 2015 oficiálně uveřejňuje svůj v poradí čtvrtý videoklip ke skladbě Fluorescent tube part 1. z alba Lightheory, který režíroval Mino Mosses. V listopadu 2015 skupina Abstract ve velkém stylu oslavila své 20leté působení na hudební scéně dvoudenním koncertem, který se uskutečnil 20. a 21. 11. 2015 v Banské Bystrici v Rock Clube Tartaros, kde společně se skupinou Abstract vystoupily i skupiny Dementor, Gazdasgrind, Midnight Scream, Dead Garden, Hecate, Return to Innocence, Sinners Moon a Reconcern. Závěrem roku 2015 stihla ještě skupina vystoupit na koncerte Hot Hellish Night 2015 v rakouském městě Mürzzuschlag.
V současnosti se skupina Abstract věnuje prezentaci svého zatím posledního alba Lightheory, přípravě nového materiálu a plánování budoucích koncertů.

## Styl
Styl Abstractu se pohybuje někde mezi progresivní, avantgardní, atmosférickou a temnou metalovou hudbou a obsahuje taky další metalové styly jako gothic, black, doom, industrial metal spolu s dramatičností, ale i melancholií. Skupina bere inspiraci z různých elementů lidského bytí v minulosti, přítomnosti a budoucnosti, a to je základním rysem toho, co se jmenuje Abstract.

## Sestava
- Peter Lengsfeld – kytara (1995–současnost)
- Matej Húšťava – sólová kytara (2015–současnost)
- Tomáš "Julo" Balon – basová kytara (1998–současnost)
- Juraj Drugda – bicí (2012–současnost)

### Dřívější členové
- Ľudo Balog – bicí (1996 – 1999)
- Peter Gáblik – bicí (1999 – 2009)
- Martin "Sloso" Slosiarik – bicí (2009 – 2011)
- Miloš Fábry – klávesy (1998 – 2007)
- Matej "Freedom" Sloboda – klávesy (2007 – 2012)
- Alek "Werner" Petrov – bicí (2011 – 2012)
- Palo Gáblik – sólová kytara (1995–2015)

## Diskografie
- Instrumental Emotions – 1996 (demo MC), (WR-6)
- Aestuum II. (MCMXCVIII) – 1998 (demo MC), (Red Green)
- Fragmenthea – 2000 (demo CD), (Studio Exponent)
- Symmetry – 2002 (MCD), (Feedback Production)
- Fragmenthea – 2005 (CD), (Dawnart Records)
- The Pantomime In Neosolium – 2008 (CD), (Élysion Music)
- Lightheory – 2014 (CD), (Pařát Magazine)[21]

### Kompilace
- BRUTAL ASSAULT "Open Air Vol. 8" – 2003 (CD), (Shindy Productions, Brutal Assault)
- BRUTAL ASSAULT "Open Air Vol. 10" – 2005 (CD), (Shindy Productions, Brutal Assault)
- Tartaros vol. 1 – 2009 (CD), (Tartaros,Pařát)

## Videoklipy
- „Men Of Knowledge“ - z roku 2005 ke skladbě Men Of Knowledge z alba Fragmenthea
- „Niarain“ - z roku 2007 ke skladbě Niarain z alba The Pantomime In Neosolium
- „Silhouttes“ - z roku 2015 ke skladbě Silhouttes z alba Lightheory
- „Fluorescent tube part 1.“ - z roku 2015 ke skladbě Fluorescent tube part 1. z alba Lightheory

## Fotografie

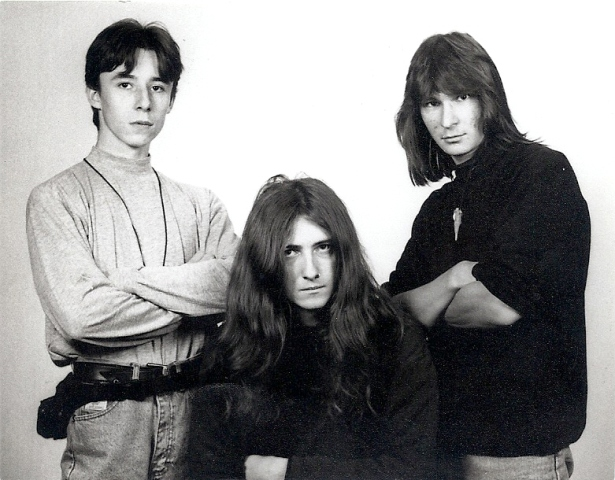
Skupinová fotografie původních členů banskobystrické instrumentálně-metalové skupiny Abstract z roku 1996.
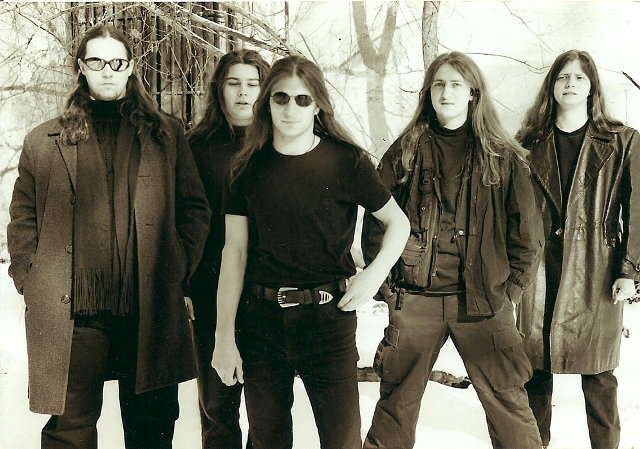
Skupinová fotografie členů banskobystrické instrumentálně-metalové skupiny Abstract z roku 2000.
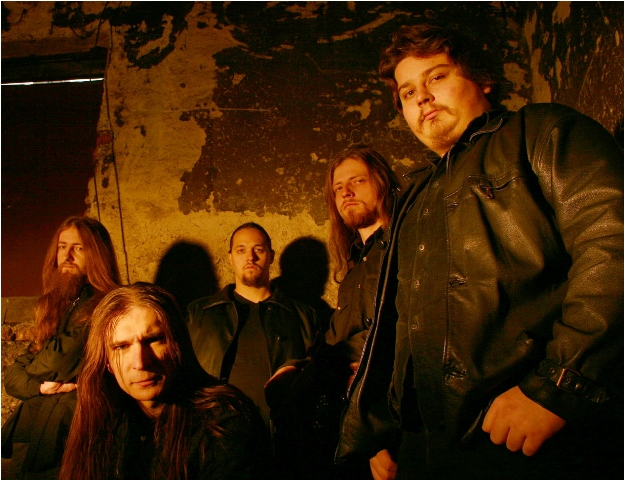
Skupinová fotografie členů banskobystrické instrumentálně-metalové skupiny Abstract z roku 2005.
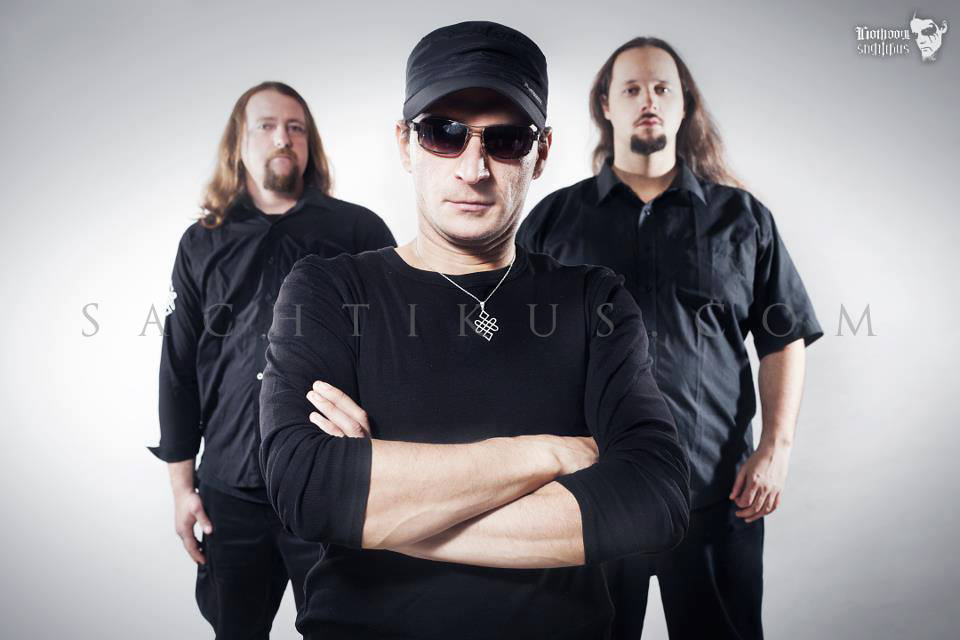
Skupinová fotografie členů banskobystrické instrumentálně-metalové skupiny Abstract z roku 2012. Na fotografii jsou zachyceni členové skupiny Abstract v tomhle pořadí: zleva stojící Pavol Gáblik (sólová kytara), uprostřed Peter Lengsfeld (kytara) a vpravo stojící Tomáš "Julo" Balon (basová kytara). Autorem fotografie z roku 2012 je fotograf Sachtikus©2012.
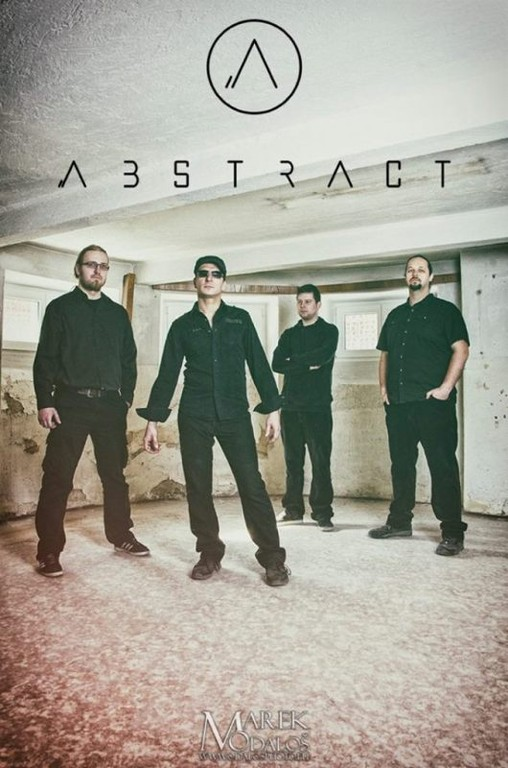
Skupinová fotografie současných členů banskobystrické instrumentálně-metalové skupiny Abstract. Na fotografii jsou zachyceni členové skupiny Abstract v tomhle pořadí: zleva stojící Matej Húšťava (sólová kytara), uprostřed Peter Lengsfeld (kytara), v pozadí Juraj Drugda (bicí) a vpravo stojící Tomáš "Julo" Balon (basová kytara). Autorem fotografie z roku 2015 je banskobystrický fotograf Marek Odaloš.
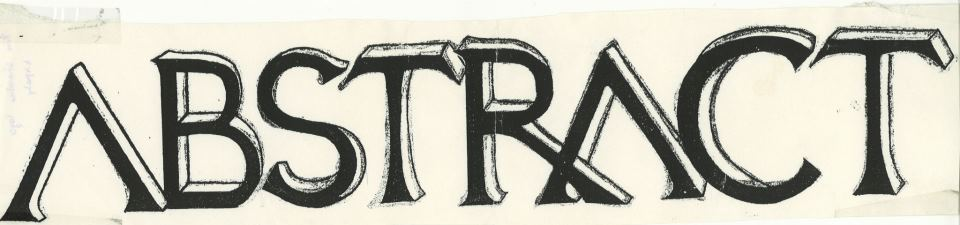
Původní návrh loga metalově-instrumentální skupiny Abstract z roku 1996 - graficky stylizovaný název skupiny. Tohle logo bylo použito na prvních dvou demo albech skupiny Abstract, Instrumental Emotions a Aestuum II. (MCMXCVIII).
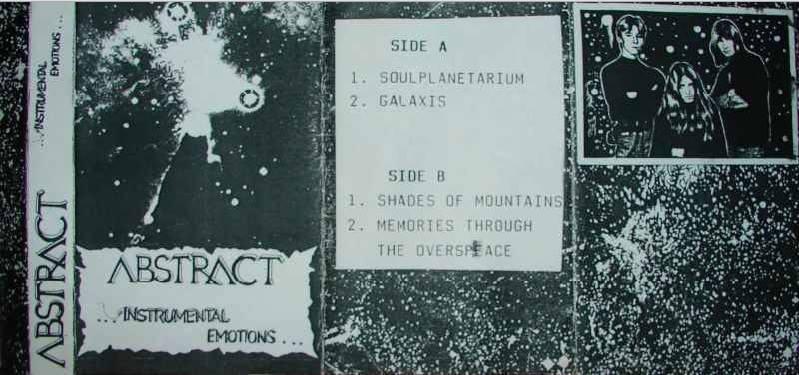
Fotografie celkového obalu prvního demo alba skupiny Abstract z roku 1996 s názvem Instrumental Emotions.
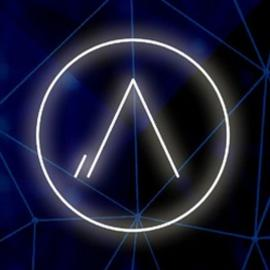
Aktuální grafické logo a symbol skupiny Abstract. Logo pro skupinu vytvořil Lukáš Lancko z grafického studia Isisdesignstudio v roce 2014 jako součást grafického řešení bookletu a prezentace nového alba skupiny s názvem Lightheory.

## Rozhovory a recenze
- http://old.rumzine.com/numero1/rozhovor/abstract.htm - rozhovor s Petrem "Legem" Lengsfeldem o skupině Abstract
- http://www.bystricoviny.sk/spravy/rozhovor-abstract-oslavil-15-vyrocie-svojho-zalozenia/ - rozhovor udělaný při 15. výročí založení skupiny Abstract
- http://old.rumzine.com/numero15/abstract.htm
- https://web.archive.org/web/20170509054954/http://whiplashmag.net/index.php?id=3&subid=1&roz=126 - rozhovor pro whiplash rockový magazín